# Єфремов Ігор Геннадійович
Ігор Геннадійович Єфремов (нар. 22 серпня 1974, Дніпропетровськ, УРСР) — радянський, український та російський футболіст, нападник.

## Життєпис
Ігор Геннадійович Єфремов народився 22 серпня 1974 року в місті Дніпропетровськ. Вихованець місцевого спортінтернату. У 1991 році виступав за дубль дніпропетровського «Дніпра», зіграв 11 матчів (2 голи) в першості дублерів. За основний склад клубу зіграв один матч, у 1/16 фіналу Кубка СРСР, 4 вересня 1991 року проти джамбульського «Хіміка».
У 1992 році перейшов у річицький «Ведрич», а наступного року — в могильовський «Дніпро». Всього у вищій лізі Білорусі зіграв 57 матчів та відзначився одним голом (31 жовтня 1992 року в складі «Ведрича» відзначився голом у матчі проти мінського «Динамо», 1:6).
У 1994 році повернувся в Україну, виступав у другій лізі за «Дружбу» (Бердянськ) та в першій лізі за «Ворсклу». Влітку 1995 року перейшов у «Кремінь», в його складі дебютував у вищій лізі 25 липня 1995 року в матчі проти вінницької «Ниви», а першим голом відзначився 22 вересня 1995 року у воротах «Прикарпаття». Всього у вищій лізі України зіграв 13 матчів та відзначився одним голом.
З 1996 року протягом п'яти сезонів виступав за російський клуб другого дивізіону «Амур-Енергія» (Благовєщенськ). Потім грав у Росії за «Кузбас-Динамо» (Кемерово), «Динамо» (Барнаул) і «Тобол» (Курган). Всього у другому дивізіоні Росії за дев'ять сезонів відіграв 260 матчів та відзначився 70 голами. У 2005 році повернувся до України, де виступав за «Юлію» (Першотравенськ) у Суперлізі Дніпропетровської області.